# Главна служба за ревизију јавног сектора Републике Српске
Главна служба за ревизију јавног сектора Републике Српске је врховна ревизорска институција у Републици Српској.

## Организација
Главна служба за ревизију јавног сектора Републике Српске је основана Законом о ревизији јавног сектора Републике Српске (1999). Сачињавали су је главни ревизор, замјеник главног ревизора и служба. Сједиште јој је било у Бањој Луци. Главног ревизора је именовала Народна скупштина на предлог Владе, на мандат од пет година без могућности поновног именовања. Главни ревизор је био члан Координационог одбора за ревизију у Босни и Херцеговини.
Новим Законом о ревизији јавног сектора Републике Српске (2005) одређено је да Главна служба за ревизију наставља да ради под истим називом. Сачињавају је главни ревизор, замјеник главног ревизора, ревизори, административни и други радници. Главног ревизора и замјеника главног ревизора именује Народна скупштина на предлог предсједника Републике, на мандат од седам година без могућности поновног именовања. Главни ревизор и замјеник главног ревизора су уједно и чланови Координационог одбора за ревизију институција Босне и Херцеговине.
Главна служба за ревизију је организована на:
- Кабинет Главног ревизора
- Сектор за финансијску ревизију
- Сектор за ревизију учинка
- Сектор за развој, методологију и контролу квалитета
- Сектор за информационе технологије
- Сектор за правне, финансијске и опште послове

Запошљава 85 радника.

## Дјелокруг
Главна служба за ревизију је обавезна да врши финансијске ревизије, ревизије учинка и друге специфичне ревизије. Овлашћена је да врши ревизију:
- Народне скупштине Републике Српске
- Службе предсједника Републике Српске
- Генералног секретаријата Владе Републике Српске, министарстава и других републичких органа
- Вијећа народа Републике Српске
- свих других буџетских институција које се финансирају из буџета
- фондова и других ванбуџетских институција основаних законом
- буџета општина и градова
- било којих средстава која су било којој институцији обезбјеђена за реализацију пројеката од стране међународних организација, као зајам или донација за Републику Српску
- средстава додијељена из буџета институцији, односно организацији
- јавних установа, јавних и других предузећа у којима Република има директни или индиректни власнички удио.